# Chüebodenhorn
Le Chüebodenhorn est une montagne des Alpes lépontines culminant à 3 070 mètres d'altitude à la frontière entre les cantons du Valais et du Tessin. Il est situé au sud-ouest du Passo di Rotondo (2 754 mètres) et abrite sur sa face nord-est le glacier du Pizzo Rotondo. Le versant sud (Tessin) domine le val Bedretto.